# 樊杰
樊杰（1961年3月—），男，汉族，江苏姜堰人，中华人民共和国政治人物。现任全国政协常委，全国政协教科卫体委员会委员，中国科学院科技战略咨询研究院副院长，中国科学院可持续发展研究中心主任。第十三、十四届全国政协委员。